# Sultan bin Sayf II
Sultan bin Sayf II (in arabo بلعرب بن سلطان اليعربي‎?; ... – 1718), è stato sultano di Mascate dal 1711 al 1718.
Ascese al trono alla morte del padre. Stabilì la sua capitale ad Al-Hazm, sulla strada che da Rustaq porta alla costa. Oggi è solo un villaggio anche se vi sono ancora i resti di una grande fortezza che costruì intorno al 1710 e che contiene la sua tomba.
Inizialmente bloccò gli attacchi alle spedizioni mercantili britanniche e olandesi che erano stati avviati da suo padre. Questo per evitare contrattacchi ai danni dei commerci dell'Oman. Successivamente, gli omaniti attaccò solamente i bastimenti portoghesi e persiani.
Sotto di lui iniziarono le tensioni tra le tribù degli Azd e dei Nizariy che poi si divisero nelle fazioni di Hinawiy e Ghafiry. Questi nuovi gruppi svolsero un ruolo importante nelle successive lotte per il potere dinastico.
Morì nel 1718 e gli succedette il figlio dodicenne Sayf. Gli ulama preferirono chiamare a succedergli suo fratello Muhanna che presto venne sostituito da suo cugino Ya'arab bin Bel'arab, che poi dovette abdicare a favore di Sayf. Questa successione incerta provocò una guerra civile.